# Petru Bejinariu
Petru Bejinariu (n. 19 iunie 1932) este un deputat român în legislatura 1996-2000, ales în județul Suceava pe listele partidului PDSR. Petru Bejinariu a fost membru în grupurile parlamentare de prietenie cu Malaezia și Republica Armenia. 